# Майкл П. Фей
Майкл Пітер Фей (нар. 30 травня 1975), відоміший як Майкл Фей — громадянин Сполучених Штатів Америки. Він опинився у центрі уваги міжнародної спільноти у 1994 році, коли його засудили до шести ударів ротанговою палицею [Архівовано 9 травня 2019 у Wayback Machine.] у Сінгапурі за крадіжку і вандалізм у віці 18 років. Фей визнав себе винним, однак пізніше стверджував, що йому порадили, що таке визнання вини запобіжить покаранню палицею. Він також запевняв, що його зізнання було неправдивим, він ніколи не нівечив машин, а його єдиним злочином було викрадення дорожніх знаків. Хоча побиття палицею вважається типовим вироком суду в Сінгапурі, його застосування викликало суперечку в Сполучених Штатах. Вважали, що випадок Фея був першим, коли було застосовано покарання палицею по відношенню до американського громадянина. Після того як чиновники Сполучених Штатів звернулися з проханням пом'якшити вирок, кількість ударів палицею було зрештою зменшено з шести до чотирьох.

## Дитинство
Фей народився в місті Сент-Луїс, штат Міссурі. Його мати, Ранді, розлучилася з його батьком, Джорджем, коли йому було вісім років. В динстві йому поставили діагноз  синдром дефіциту уваги і гіперактивність [Архівовано 11 травня 2019 у Wayback Machine.], що, як пізніше заявив його адвокат, не сприяло вчиненню Фейем вандалізму у Сінгапурі.
Хоча Фей здебільшого жив зі своїм батьком після розлучення, пізніше він переїхав жити до своєї матері і вітчима, Марко Чана, в Сінгапур, де його зарахували до американської міжнародної школи "Сінгапур Амерікан Скул".